# Список умерших в 826 году

## Январь
- 2 января — Адальгард Корбийский, франкский корбийский (814—821) и корвейский (822—826) аббат, член Палатинской академии, католический святой.
- 29 января — Ашот I Куропалат, правитель княжества Тао-Кларджети (789—826) и эрисмтавар-куропалат (верховный князь) Картли-Иберии (813—826).

## Август
- 30 августа — Фудзивара-но Фуюцугу, японский политический деятель и поэт периода Хэйан.

## Дата смерти неизвестна или требует уточнения
- Абд ар-Раззак ас-Санани, йеменский хадисовед и комментатор Корана.
- Абу аль-Атахия, первый арабский философ-поэт, основатель философско-аскетического направления в поэзии.
- Ашот Мсакер, князь Армении (804—826).
- Беорнвульф, король Мерсии (823—826).
- Бо Синцзянь, китайский писатель и поэт.
- Иосиф Исповедник, архиепископ Солунский.
- Михаил Синадский, православный епископ, исповедник, святитель.
- Теодоан, граф Отёна и Макона (793—796).
- У Яньтун, основатель одноимённой вьетнамской буддийской традиции внутри школы тхиен.
- Феодор Студит, византийский монах, аскет, церковный деятель и писатель, святой.